# Uummannaq (Dundas)
Uummannaq [ˈuːˌmːanːɑq] (nach alter Rechtschreibung Ũmánaĸ; Inuktun Uummannaq [uːmːanːɑ(q)]; dänisch Thule, englisch Dundas) ist eine wüst gefallene grönländische Siedlung im Distrikt Qaanaaq in der Avannaata Kommunia.

## Lage
Uummannaq liegt auf einer kleinen Landzunge, an deren Ende sich der markante gleichnamige Tafelberg erhebt. Südlich liegt die North Star Bugt (englisch North Star Bay). Nördlich verläuft der große Uummannap Kangerlua (Wolstenholme Fjord). Die nächste heute bewohnte Siedlung ist das 101 km nördlich liegende Qaanaaq.

## Geschichte

### Die Vorzeit und der erste Kontakt mit den Weißen
Uummannaq war bereits lange Zeit das Zentrum der Inughuit im Norden Grönlands. Der Ort lag innerhalb der Wohnplatzgruppe Akunnarmiut. Erstmals erreichte der britische Polarforscher John Ross im Jahr 1818 Nordwestgrönland. Er nahm als erster Weißer Kontakt mit den Inughuit auf. In den folgenden Jahrzehnten erreichten regelmäßig europäische Walfänger die Gegend und führten ein freundschaftliches Verhältnis zu den Einheimischen, das jedoch auch von Respekt bis Furcht vor den Europäern geprägt war. Teilweise kam es zu diesem Zeitpunkt erstmals zur genetischen Vermischung von Europäern und Inughuit. Letztere wussten von den Problemen, die ihre mit jahrhundertelanger Isoliertheit einhergehende Inzucht mit sich brachte.
1848 musste die North Star in Uummannaq überwintern, weil das Eis sie eingeschlossen hatte. Dabei wurde die Bucht, in der das Schiff vor Anker lag, nach diesem benannt. Durch den intensiven Kontakt mit den Europäern starben zahlreiche Inughuit an ihnen zuvor unbekannten Krankheiten.

### Die Etablierung von Uummannaq als Handelsstation

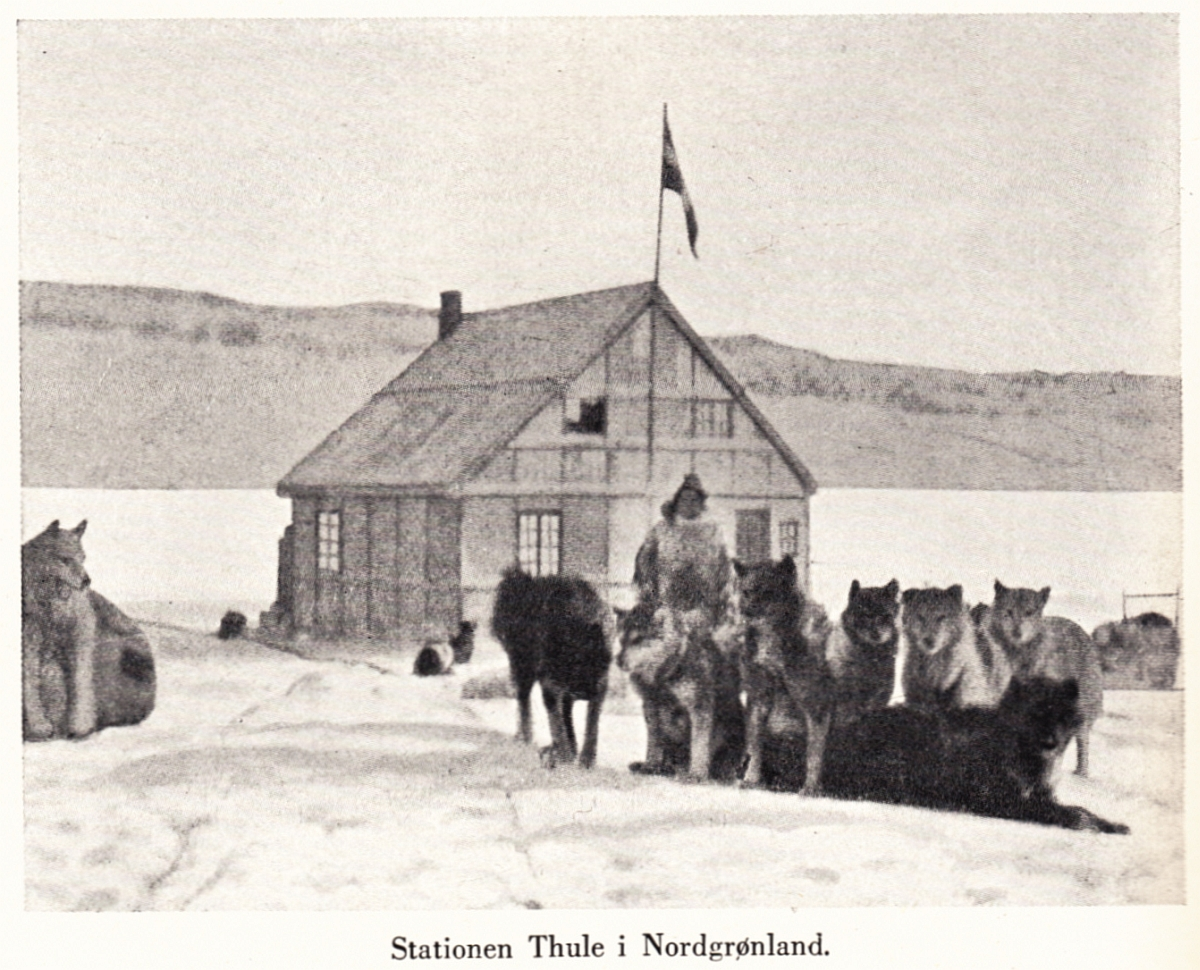
Die Station um 1910

Auch gen Ende des 19. Jahrhunderts war Nordgrönland immer noch Niemandsland. Knud Rasmussen errichtete 1909 eine Missionsstation im Ort Kangerluarsuk, in der unter anderem Gustav Olsen missionierte. Anderen Quellen zufolge befand sich diese Missionsstation, die Knud Rasmussen Nordstjernen nannte, ebenfalls in der North Star Bay.
Er plante schließlich auch die Errichtung einer Handelsstation in der Gegend. Der dänische Staat verweigerte aber die Finanzierung. Knud Rasmussen konnte schließlich dank verschiedener Geldgeber – vor allem Marius Ib Nyeboe – erneut in den hohen Norden aufbrechen. Begleitet wurde er von seinem Freund Peter Freuchen. Ein Sturm zwang sie schließlich zur Ankerung in der Bucht bei Uummannaq und ohne dies geplant zu haben, waren sie schließlich dazu gezwungen, hier ihre Station zu errichten, die von Knud Rasmussen Thule getauft wurde. Freuchen leitete die Station in den Folgejahren und bald gab es durch den Handel finanziert ein Krankenhaus, eine Schule und eine Kirche, wodurch die Inughuit langsam dem Lebensstandard der Kitaamiut angenähert wurden. Die Station finanzierte zusätzlich aber auch Knud Rasmussens Thule-Expeditionen, die er von 1912 bis 1933 ausführte. Knud Rasmussen starb 1933 an einer Fleischvergiftung, die er sich im Zuge der Dreharbeiten seines Films Palos Brautfahrt zugezogen hatte.

### Die USA und dieThulesagen
1937 kaufte Den Kongelige Grønlandske Handel die Handelsstation von Knud Rasmussens Witwe Dagmar, womit der Ort dänische Kolonie wurde. Im Zweiten Weltkrieg errichteten die Vereinigten Staaten 1942 ihre Wetterstation Bluie West Six nahe Uummannaq.
1951 lebten 142 Personen in Uummannaq. Im selben Jahr genehmigte der dänische Staat den USA im Zuge des Kalten Kriegs die Errichtung einer Luftwaffenbasis (Thule Air Base) bei ihrer Wetterstation, von der aus Langstreckenraketen in Richtung Sowjetunion geschickt werden können sollten. Das militärische Gebiet wurde für die hier lebenden Inuitfamilien abgesperrt und schließlich plante der dänische Staat wegen der verringerten Jagdmöglichkeiten die Umsiedlung der 29 Familien. Diese waren jedoch gar nicht damit einverstanden, ihre seit Jahrhunderten bewohnte Heimatsiedlung zu verlassen. Am 25. Mai 1953 wurden die Bewohner über ihre anstehende Zwangsumsiedlung informiert und innerhalb von vier Tagen mussten alle Familien Uummannaq verlassen. Die meisten entschieden sich für das 101 Kilometer nördlich gelegene Qaanaaq als neuen Wohnort, das sie auf dem zugefrorenen Meer mit vollgepackten Hundeschlitten erreichten. Der Ortsname Thule ging dabei als dänische Bezeichnung auf Qaanaaq über. Insgesamt zogen dreizehn Familien nach Qaanaaq, sieben nach Qeqertarsuaq, fünf nach Qeqertat, zwei nach Kangerluarsuk und bei zweien ist der Zielort nicht bekannt.
Der Zwangsumsiedlung folgte ein als Thulesagen (dänisch sag „(Rechts-)Fall, Angelegenheit, Sache“) bekannter Jahrzehnte dauernder Streit um Rückkehrrecht und Wiedergutmachung, angeführt von Ûssarĸak K'ujaukitsoĸ, der erst nach dem Ende des Kalten Krieges beigelegt wurde, als das Østre Landsret im Jahr 1999 Dänemark zur Zahlung von insgesamt 1,765 Mio. Kronen (ca. 237 Tsd. Euro) an die Inughuit verpflichtete. 2002 wurde die Halbinsel mit dem Tafelberg an die Gemeinde Qaanaaq zurückgegeben.
Die 1946 außer Betrieb genommene alte Handelsstation wurde schließlich 1986 in ihre Einzelteile zerlegt und in Qaanaaq neu aufgebaut. Seitdem dient das Gebäude als Heimatmuseum der Kommune.

## Söhne und Töchter des Ortes
- Inuutersuaq Ulloriaq (1906–1986), Schriftsteller, Erzähler, Expeditionsteilnehmer und Kommunalpolitiker
- Knud Olsen (1911–?), Landesrat
- Ûssarĸak K'ujaukitsoĸ (1948–2018), Politiker (Siumut)

## Bevölkerungsentwicklung

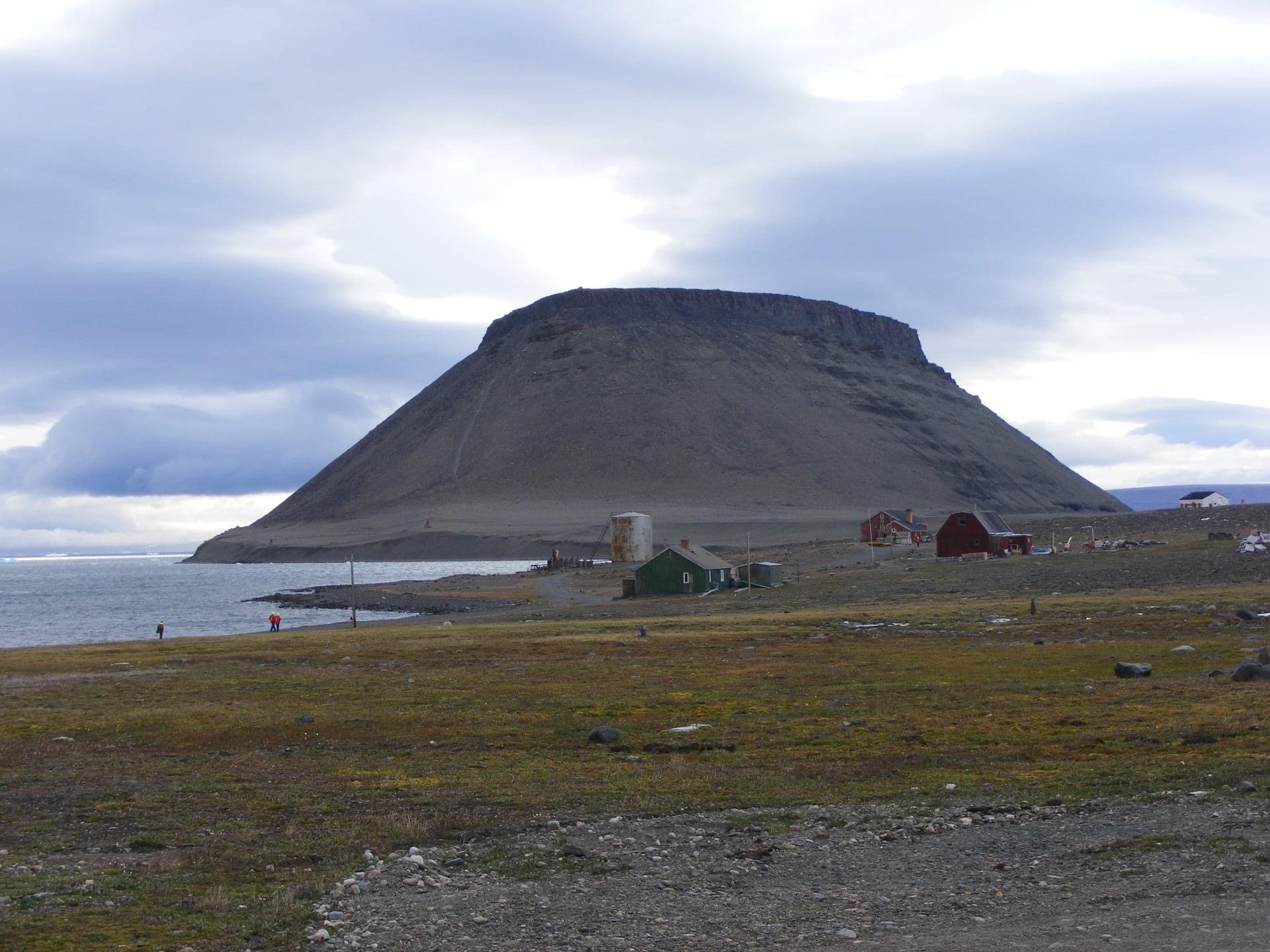
Das verlassene Uummannaq (Dundas) im Sommer 2017.

Trotz der Zwangsräumung 1953 werden in der Statistik noch 1977 33 Bewohner gezählt. Letztmals finden sich für das Jahr 1995 Einwohner in der Statistik.